# 카미유 자피
카미유 자피(프랑스어: Camille Japy, 1968년 9월 7일 ~ )는 프랑스의 배우이다.

## 출연 작품
- 오데뜨 투르몽드 (2006)
- 서른아홉, 열아홉 (2013)